# Heinrichsflut
Als Heinrichsflut oder Julihochwasser bzw. Schwarzer Freitag von Waldeck wird die Hochwasserkatastrophe bezeichnet, die nach schweren Unwettern am 15. und 16. Juli 1965 Nordhessen, Südniedersachsen und Ostwestfalen sowie Teile der heutigen Bundesländer Sachsen-Anhalt, Thüringen und Sachsen traf. Bei dem extremen Starkregenfällen folgenden Hochwasser starben insgesamt 16 Menschen, drei davon in der DDR. Es entstanden Schäden in dreistelliger DM- und DDR-Mark-Millionenhöhe. Besonders schwer betroffen waren die Einzugsgebiete der Twiste und der Diemel, die an der Diemelmündung liegende Stadt Bad Karlshafen, das Einzugsgebiet der Lippe und der Altenau, in dem sieben Menschen starben, sowie der Ilme. Schwer betroffen waren auch die heutigen Landkreise Göttingen, Holzminden und Kassel. In den Innenstädten von Paderborn, Lippstadt und Kassel entstanden große Schäden. In der DDR waren die Bezirke Erfurt, Suhl, Gera, Karl-Marx-Stadt, Leipzig, Dresden und Halle schwer betroffen.

## Name
Heinrichsflut wurde das Ereignis genannt, weil in katholisch geprägten Landstrichen am 2. Juliwochenende traditionell das Heinrichsfest gefeiert wird. Es erinnert an Kaiser Heinrich II., der unter anderem der Gründer des Bistums Bamberg war.

## Vorbemerkung
Die Heinrichsflut vom Juli 1965 fand in einer Zeit statt, in der die moderne Informationstechnologie und die Methodik von Hydrologie und Meteorologie in den Kinderschuhen steckte. Es gab keine Wettersatelliten, die für die Wasserstands- und Wettervorhersage zuständigen Stellen arbeiteten auf nationaler Ebene; eine internationale Vernetzung war nur rudimentär vorhanden. Insbesondere bei kleineren Flüssen und Bächen war das Abflussverhalten im Hochwasserfall vollkommen unbekannt. Es gab an ihnen vielerorts keine Pegel. Plötzlich eintretende Wetterverschlechterungen oder ein plötzlicher Anstieg des Wasserstands konnten teilweise erst erkannt werden, wenn es für eine rechtzeitige Warnung der Bevölkerung schon zu spät war.
Als Kommunikationsmittel standen analoge Techniken in Form von Telefon, Fernschreiber und Funk zur Verfügung. Als Bindeglied zwischen den Behörden und der Bevölkerung dienten Aushänge, Tageszeitungen, Luftschutzsirenen sowie Lautsprecherwagen von Polizei und Feuerwehr. Fernsehen und Rundfunk sendeten nur eingeschränkt für einige Stunden am Tag. Die laufenden Programme wurden oft von anderen deutschen Sendeanstalten übernommen und ließen sich nur sehr schwer ändern oder unterbrechen. Als problematisch erwies sich auch immer wieder der Umstand, dass noch in den 1960er Jahren die Stromversorgung in den Siedlungsgebieten sowohl auf dem Land als auch in den Städten mit Freileitungen erfolgte. Wurden sie durch Blitzschlag oder Sturm beschädigt, führte das zu großflächigen, langandauernden Stromausfällen – was die Möglichkeiten der Fernkommunikation weiter reduzierte. Unter solchen Bedingungen konnte die Bevölkerung lediglich durch Lautsprecherwagen von Polizei und Feuerwehr oder durch von Haus zu Haus gehende Beamte gewarnt werden. Waren Strom- und Telefonverbindungen unterbrochen und Zufahrten unpassierbar, konnten nur noch Rettungsmaßnahmen eingeleitet werden.

## Verlauf der Katastrophe
|  | 15. Juli 1965 20:35 h | Schwere Unwetter über Einbeck – komplette Innenstadt ist überflutet. Der Landkreis Einbeck löst Katastrophenalarm aus. Unwetter ziehen in westsüdwestliche Richtung. |
|  | 16. Juli 1965 05:00 h | Die abgeschwächten gewittrigen Niederschläge mit Starkregen, die am Vorabend den Raum Einbeck passierten, erreichen den Raum Paderborn. Sie dauern den gesamten Vormittag über an. |
|  | 16. Juli 1965 10:00 h | Nach erneuten wolkenbruchartigen gewittrigen Niederschlägen im Raum Heinade, Stadtoldendorf, Mackensen und Dassel löst der Landkreis Einbeck erneut Katastrophenalarm aus. Unwetter ziehen wieder in westsüdwestliche Richtung. In Bevern (Landkreis Holzminden) wird eine Frau von einer Sturzflut erfasst und getötet. |
|  | 16. Juli 1965 12:00 h | Dramatische Wetterverschlechterung im Bereich der Paderborner Hochfläche. In der Zeit zwischen 12:00 und 14:25 Uhr fallen bei insgesamt 3 Wolkenbrüchen an der Wetterstation Paderborn Landesfrauenklinik 89,5 mm Niederschlag.                                                                                          |
|  | 16. Juli 1965 13:57 h | Hochwasserwelle der Schmittwasser erreicht ihren Höhepunkt mit 15,4 m³/s. |
|  | 16. Juli 1965 14:30 h | Im Landkreis Paderborn wird Katastrophenalarm ausgelöst. |
|  | 16. Juli 1965 14:38 h | Die Hochwasserwelle des Ellerbachs erreicht ihren Höhepunkt mit 20,6 m³/s. |
|  | 16. Juli 1965 16:00 h | Der deutsche Geologe Ecke von Zezschwitz beobachtet bis 18:00 Uhr eine 500 m breite und 1000 m lange Schichtflut in der Nähe von Elisenhof, die 20 cm Höhe erreicht. |
|  | 16. Juli 1965 16:00 h | Bahnstrecke Paderborn–Bielefeld unterbrochen |
|  | 16. Juli 1965 16:30 h | Der Landkreis Münden löst Katastrophenvoralarm aus. |
|  | 16. Juli 1965 17:00 h | Bruch des Straßendamms am Wrexer Teich im Zuge der B 252. Eine 4 m hohe Flutwelle wälzt sich durch Wrexen |
|  | 16. Juli 1965 17:00 h | Auf den Bahnstrecken Korbach–Volkmarsen, Kassel–Warburg und Kassel–Eichenberg muss der Betrieb nach Überflutungen und Erdrutschen eingestellt werden. Ein Ersatzverkehr kann nicht eingerichtet werden, da die Straßen überflutet sind.                                                                                  |
|  | 16. Juli 1965 17:55 h | Der Landkreis Münden löst Katastrophenalarm aus. |
|  | 17. Juli 1965 02:00 h | Die Hochwasserwelle der Diemel erreicht Helmarshausen; der Ort wird binnen kürzester Zeit meterhoch überflutet. Die Bevölkerung wird mit Sirenen gewarnt. |
|  | 17. Juli 1965 03:25 h | Die für den überregionalen Verkehr wichtige Diemelbrücke über die Bundesstraße 7 bei Warburg wird zerstört. |
|  | 17. Juli 1965 04:00 h | Großalarm in Bad Karlshafen per Sirene, da die Hochwasserwelle der Diemel die Stadt erreicht. Sie wird binnen kürzester Zeit meterhoch überflutet. Zahlreiche vom Wasser überraschte Bewohner können von der Bundeswehr nur mit Booten gerettet werden.                                                                  |
|  | 17. Juli 1965 04:00 h | Hochwasserscheitel der Lippe passiert mit dem Spitzenwert 404 m³/s (Mittelwert 1956/1965: 11,9 m³/s) den Pegel Bentfeld |
|  | 17. Juli 1965 05:00 h | Hochwasserscheitel der Diemel passiert mit dem Spitzenwert 820 m³/s Helmarshausen (Mittelwert 1956/1965: 9,53 m³/s) |
|  | 17. Juli 1965 06:30 h | Hochwasserscheitel der Lippe passiert mit dem Spitzenwert 404 m³/s (Mittelwert 1956/1965: 11,9 m³/s) den Pegel Bentfeld |
|  | 17. Juli 1965 06:30 h | Einsturz der Almebrücke in Schloß Neuhaus |

### Entwicklung der Wetterlage
Nach einem ungewöhnlich nassen und kalten Frühjahr und Sommer strömten Mitte Juli 1965 warme Luftmassen aus den Subtropen nach Norden, wo sie auf kalte skandinavische Luftmassen trafen. Dabei bildete sich auf der Rückseite der einfließenden Warmluft über Nordfrankreich ein sogenannter Kaltlufttropfen aus, der dazu führte, dass die eingeflossene, sehr feuchte Warmluft von kalter Luft vollständig umschlossen wurde. Die Warmluft glitt an der Kaltluft auf, was zu schweren Gewittern mit wolkenbruchartigen Niederschlägen führte.
Bereits in den späten Abendstunden des 15. Juli kam es im Raum Einbeck zu schweren Unwettern mit sintflutartigen Regenfällen, die zu großflächigen Überflutungen führten. Aufgrund der Lage sahen sich die für den Katastrophenschutz zuständigen Stellen des damaligen Landkreises Einbeck gezwungen, um 20:45 Uhr, eine dreiviertel Stunde nach Beginn des Unwetters, Katastrophenalarm auszulösen. In den Folgestunden zog das mit schweren Gewittern durchsetzte Niederschlagsgebiet weiter nach Westen und führte auch im Bereich des späteren Katastrophengebiets zu gewittrigen Niederschlägen.
In den Vormittagsstunden des 16. Juli setzten im Raum Stadtoldendorf/Heinade/Mackensen schwere Unwetter ein, die im Bereich der Ilme zu einer Verschärfung der Hochwasserlage führten. Die Unwetter zogen unter Verstärkung in westlicher Richtung ab und erreichten gegen Mittag den Raum Paderborn/Warburg. Ab 12:00 Uhr setzten bei fast völliger Dunkelheit über der Paderborner Hochfläche, der Warburger Börde und dem Waldecker Tafelland auf einer räumlich im Westen vom Rothaargebirge sowie im Osten von Eggegebirge und Reinhardswald begrenzten Fläche etwa zweistündige, wolkenbruchartige und gewittrige Niederschläge ein, die sich langsam unter Abschwächung nach Osten bis etwa in den Raum Einbeck/Göttingen verlagerten und diesen in den Abendstunden erreichten.
Bei dem Unwetter wurden in einem Gebiet zwischen Paderborn im Norden, Brilon im Südwesten und Warburg und Hofgeismar im Osten, sowie im Raum Kassel und Fritzlar Regenmengen von teilweise weit über 100 mm an den Wetterstationen festgestellt, die größtenteils in einem Zeitraum von zwei Stunden fielen. Im Gebiet zwischen Paderborn und Höxter im Norden, sowie Warburg und Hofgeismar im Süden waren es in der Zeit zwischen dem 14. Juli und dem 17. Juli etwa 200 mm Niederschlag in 72 Stunden, in Dalheim sogar weit über 200 mm in 24 Stunden. Dabei wurden kurzzeitig maximale Regenintensitäten von bis zu 4,5 mm/Minute festgestellt.
Weitere schwere Unwetter verschärften insbesondere im Raum Kassel und Hannoversch Münden die Situation in den Folgetagen wieder.

### Entwicklung der Wasserstände
Im Einzugsbereich der Diemel und der Twiste sowie der Lippe und Altenau konnten die Niederschläge von den bereits gesättigten Böden nicht mehr aufgenommen werden; ebenso waren die für Karstlandschaften typischen unterirdischen Höhlensysteme schon vorher so gefüllt, dass es zu einem katastrophalen Abflussereignis kam. Durch den oberirdischen Abfluss sowie die ausbrechenden Karstquellen im Bereich der Paderborner Hochfläche, aber auch im Raum Stadtoldendorf und Heinade im Landkreis Holzminden wurden innerhalb kürzester Zeit in den Flüssen und Bächen bisher nicht beobachtete Wasserstände erreicht. Die ausbrechenden Karstquellen an den Flanken der für Karstlandschaften typischen Kastentäler und die hohe Intensität des Niederschlags führten dazu, dass große Wassermengen nicht nur von den Flüssen in die Ortschaften eindrangen, sondern auch direkt von den Bergflanken als Sturzfluten zu Tal strömten. In ungünstigen Hangbereichen kam es zu zahlreichen Murenabgängen. Talsperrende Bauwerke, wie Straßendämme, zu kleine Brücken und Durchlässe, aber auch Feldmauern und sogar Weidezäune, die das reichlich mitgeführte Treibgut festhielten, führten temporär zu noch höheren Wasserständen.
Aufgrund der extremen Niederschläge bei wassergesättigtem Boden kam es in Bächen und Flüssen im Niederschlagsgebiet zu rasantem Ansteigen der Wasserstände. Je nach Größe des Einzugsgebiets, der Möglichkeit der Ausuferung und der Leistungsfähigkeit des Gewässerbetts wurden maximale Wasserstände schon kurz nach Abklingen der mittäglichen Unwetter erreicht.
An der Schmittwasser wurde am 16. Juli um 13:57 Uhr ein Abfluss von 15,4 m³/s festgestellt, am Ellerbach um 14:38 Uhr ein Abfluss von 20,6 m³/s. In Paderborn lag am 16. Juli der Abfluss am Pegel der Pader bei 47,3 m³/s, was fast dem 10-fachen des mittleren Abflusses entspricht. An der Paderquelle dauerte es bis Ende August, bis sich die Werte normalisiert hatten. Dieser extreme Abfluss führte zu großflächigen Überflutungen im Stadtgebiet. Die Altenau brachte der Lippe eine Hochwasserwelle, die bis zur Mündung der Lippe für Überflutungen sorgte. Der Durchfluss lag dabei an den Pegeln der Lippe beim Zehnfachen des fünfjährigen Mittels.
Der Pegel der Diemel an ihrer Mündung in Bad Karlshafen stieg in den Morgenstunden des 17. Juli binnen weniger Stunden um 5 Meter an. In Eberschütz, das in den Nachtstunden vom 16. auf den 17. Juli vom Hochwasserscheitel passiert wurde, schwoll die Diemel so schnell an, dass der Ort binnen einer halben Stunde überflutet wurde.
Am Pegel am Oberlauf der Diemel in Westheim bei Marsberg betrug der Durchfluss am 16. Juli 225 Kubikmeter pro Sekunde (Mittelwert 1954/2006: 5,26 m³/s). In Helmarshausen bei Bad Karlshafen am Unterlauf der Diemel betrug der Durchfluss sogar 820 Kubikmeter pro Sekunde, normal sind hier etwa 10,4 m³/s.
Die Hochwasserwelle der Diemel führte in der Weser bei Bad Karlshafen zu einem Wasserstand, der über dem Sommerhochwasser von 1956 lag. Der Hochwasserscheitel der Weser flachte sich jedoch auf seinem Lauf bis zum Weserwehr in Bremen-Hastedt deutlich ab und war im Gegensatz zum Julihochwasser 1956 an den Tidepegeln der Weser unterhalb Bremens nicht mehr bemerkbar.
An den Pegeln von Fulda und Eder blieb die Lage trotz der extremen Niederschläge entspannt, da der Wasserstand des Edersees bereits einige Tage zuvor abgesenkt worden war. So konnte der teilweise abgelassene Stausee 29 Millionen Kubikmeter aufnehmen und speichern, die aus den starken Niederschlägen im Einzugsgebiet des Oberlaufs der Eder zuströmten.

## Schäden

### Allgemeines
Ausgangspunkt vieler sehr schwerer Schäden waren zahlreiche talsperrende Bauwerke. Hierzu gehörten die an den damals vielen Wassermühlen errichteten kleinen Staudämme, sowie nicht zeitgemäße Straßenbrücken und -durchlässe, die für eine derartige Belastung nicht ausgelegt waren und stark beschädigt oder zerstört wurden. In den Siedlungen waren die Flussquerschnitte durch Einbauten sehr eingeengt und aufgrund dessen nicht in der Lage, die aus den Oberläufen kommenden Wassermassen aufzunehmen.
Als sehr gefährlich erwies sich das zahlreich mitgeführte große Treibgut, das Durchlässe und Brücken verstopfte. Als besonders anfällig erwiesen sich dabei die damals in der Region üblichen Steinbogen- oder Gewölbebrücken, von denen allein im Einzugsgebiet von Alme, Altenau und Lippe 40 zerstört oder so schwer beschädigt wurden, dass sie durch Neubauten ersetzt werden mussten.
Durch die von Dammbrüchen ausgehenden zum Teil meterhohen Flutwellen wurden zahlreiche massive Brücken zerstört oder schwer beschädigt und dadurch überregionale Straßenverbindungen sowie Strom- und Telefonverbindungen unterbrochen. Als Ursache für hohe Flutwellen erwiesen sich auch quer zum Talquerschnitt oder in Ufernähe errichtete Feldmauern, die dem hohen Wasserdruck auf die Dauer nicht standhalten konnten. Der Einsturz der aus dem Mittelalter stammenden Klostermauer in Dalheim sowie der Bruch eines Straßendamms bei Wrexen, der Bruch der mittelalterlichen Stadtmauer am Durchlass der Esse in Grebenstein und der Einsturz einer das Hochwasser aufstauenden Mauer in Etteln führten zu meterhohen und für die Bevölkerung völlig unerwartet auftretenden und zu Tal rasenden Flutwellen.
Schwere Schäden entstanden auf den landwirtschaftlichen Flächen, an denen Grünland in Auenlage in Ackerland umgewandelt worden war, sowie in Bereichen, in denen Flussbegradigungen im Rahmen von Meliorationsmaßnahmen erfolgt waren. Dort kam es nicht nur zu schweren Schäden an Ufern, sondern auch, wie am Dalbach unterhalb Oesdorfs bei Westheim, zur Rückverlegung des Flusslaufs in das alte Flussbett.
Schwer beschädigt wurden auch lediglich mit Einzelbäumen bestandene Uferböschungen. Es kam zu starken Uferabbrüchen, schweren Auskolkungen und Sohlenvertiefungen der Flüsse und Bäche. Allein im Landkreis Paderborn wurden 24 Straßenbrücken zerstört. Oberhalb talsperrender Straßendämme kam es zu großen Ablagerungen von Schlick und Schotter.
Überschotterungen führten auch zu schweren Schäden auf landwirtschaftlich genutzten Flächen, die durch die von den Hängen von Kastentälern zu Tal stürzenden Schichtfluten und Sturzfluten dort abgelagert wurden. Diese Fluten hatten je nach Hangneigung einen ähnlichen Charakter, wie er bei alpinen Wildbächen zu beobachten ist. Der deutsche Geologe Ecke von Zezschwitz, der sich während des Unwetters im Katastrophengebiet aufhielt, beobachtete als Augenzeuge bei Elisenhof eine Schichtflut von etwa 1,5 km Länge und mehreren hundert Metern Breite.
An den Flanken von Kastentälern kam es zu vielerorts zu großen Erdrutschen, an ungünstigen Stellen rutschen ganze Altwaldbestände ab, so zum Beispiel in den Waldgebieten bei Blankenrode. In einigen Bereichen kam es aufgrund der besonderen geologischen Struktur des Karstes sowie der Hang- und Bodenverhältnisse zur Bildung von Badland. Im etwa 1,5 km südöstlich von Etteln zwischen Donnerberg und Ettlerberg gelegenen Minstal wurde eine 1,5 km lange und bis zu 5 m tiefe, bis in den Fels hinein reichende Erosionsrinne ausgespült. Aus dieser Rinne war nicht nur Lockermaterial, sondern auch großes Felsmaterial hinausgespült worden. Als deren Ursache wird ein Wolkenbruch angenommen, bei dem eine Regenmenge von über 150 mm in kürzester Zeit fiel.

### Flussgebiet der Diemel
Im Einzugsgebiet der Diemel und ihrer Nebenflüsse waren die Ortschaften Wrexen, Grebenstein, Helmarshausen, Trendelburg und Bad Karlshafen besonders schwer betroffen. Ein besonderer Schadensschwerpunkt befand sich in Wrexen. Nachdem in Rhoden binnen kürzester Zeit 156 mm Niederschlag gefallen waren und sofort zum Abfluss in den zur Diemel hin entwässernden Rhodener Bach kamen, stauten sich die Wassermassen vor der im Straßendamm der Bundesstraße 252 befindlichen Brücke, die nicht für ein derartiges Hochwasser ausgelegt war, so hoch auf, dass der Damm überflutet wurde. Die viel zu steile Außenböschung gab unter den nun in breiter Front den Damm überflutetenden Wassermassen nach und der Damm brach auf 80 m Länge. Als Folge des Dammbruchs ergossen sich die zuvor aufgestauten Wassermassen schlagartig auf die unterhalb des Dammes gelegenen Gebiete. Auf ihrem Weg zu Tal wurden drei Wassermühlen sowie die dazugehörenden Gebäude durch eine vier Meter hohe Flutwelle erfasst und schwer beschädigt oder zerstört. Auf dem Weg zur Diemel wurde in Wrexen die massive Straßenbrücke im Zuge der Ramser Straße vollständig fortgespült. Zahlreiche Häuser und Gewerbebetriebe wurden schwer beschädigt und Gebäudetrümmer und landwirtschaftliches Gerät über weite Strecken transportiert. In Wrexen kam bei dem Unwetter eine Frau ums Leben. Sie befand sich in einem Haus, das von einer Schlammlawine erfasst wurde.
Die Brücke über die Diemel im Zuge der Bundesstraße 7 bei Warburg wurde durch das Hochwasser zerstört. Damit war eine damals wichtige überregionale Straßenverbindung zwischen Kassel und Paderborn unterbrochen. Im Bahnhof von Immenhausen an der Bahnstrecke Kassel–Warburg strandeten hunderte von Fahrgästen der Deutschen Bundesbahn, da die Strecke wegen der Überflutung des Bahnhofs in Grebenstein nicht mehr befahrbar war.
In Grebenstein trieb die Esse, ein Nebenfluss der Diemel, Baumstämme von einem Sägewerk oberhalb des Ortes an die Stadtmauer. Der zunächst durch das aus Langholz bestehende Treibgut aufgestaute Fluss ließ daraufhin die Stadtmauer beim Einlass der Esse an der Hilte teilweise einstürzen, woraufhin sich das Wasser schlagartig in Form einer meterhohen Flutwelle in die Innenstadt ergoss und zusammen mit den mitgeführten Baumstämmen schwere Schäden anrichtete.
In Helmarshausen waren über 100 Menschen vom rasant ansteigenden Wasser der Diemel eingeschlossen. Sie konnten nur mit Hilfe von Hubschraubern gerettet werden. Bei der Rettung gab es eine Tote.
Auch in Trendelburg und Bad Karlshafen kam es zu schweren Schäden durch Überflutung. Die gesamte historische Altstadt Bad Karlshafens wurde mehrere Meter hoch überflutet. Auf der Weser wurde der Wasserstand des Hochwassers von 1956 überschritten. Trümmer und Tierkadaver wurden bis Hameln verfrachtet.

### Einzugsgebiet von Lippe, Alme und Altenau
Am schwersten betroffen war das Einzugsgebiet der Lippe und das ihres Nebenflusses Alme. Schwerpunkt bildeten dabei die Paderborner Hochfläche mit den Orten Etteln und Borchen an der Altenau (Alme). In Etteln wurden 200 Menschen durch rasant ansteigendes Hochwasser eingeschlossen und 7 Bewohner getötet, darunter 4 Kinder, nachdem eine Feldmauer, die das Wasser der Altenau zunächst vom Ort abgehalten hatte, unter dem Druck der Wassermassen nachgab. Nach dem Bruch der Mauer ergoss sich schlagartig eine zwei Meter hohe Flutwelle in das Dorf. Vier Personen, darunter drei Kinder, wurden aus einem Wohnhaus gespült und ertranken. Viele der in Lebensgefahr befindlichen Einwohner Ettelns konnten aus ihren Häusern nur mit Hubschraubern oder mit schwerem militärischen Gerät gerettet werden.
In Schloss Neuhaus kamen zwei Personen in den Fluten ums Leben. Hier wurde die Brücke über die Alme im Zuge der Bundesstraße 64 zerstört, nachdem diese mit Treibgut verstopft war. Die Hochwasserwelle der Alme, aber auch die von der Regenwasserkanalisation nicht mehr zu bewältigenden Niederschläge überfluteten Teile der Innenstadt von Paderborn, wo manche Straßen bis zu einem Meter hoch überflutet wurden. In den überfluteten Häusern in der Innenstadt und in den Geschäften und Betrieben entstanden schwere Schäden.
Schwere Schäden durch Überflutungen entstanden auch in Schwaney, wo das gesamte Ortszentrum überflutet wurde und in Lipperode. In Lippstadt wurde die Innenstadt bis zu einem Meter hoch überflutet. Zahlreiche wichtige Gebäude, darunter auch die beiden Krankenhäuser, waren auch für die Einsatzkräfte nicht mehr erreichbar. Zu Überflutungen kam es auch im weiteren Verlauf der Lippe im Raum Hamm, Haltern am See und in Dorsten; hier waren jedoch keine Siedlungsgebiete betroffen, die von den zuständigen Behörden kontrollierten Lippe-Deiche hielten dem Hochwasser stand.

### Flussgebiet der Schede
Im Tal der Schede kam es in Volkmarshausen, wo eine Filzfabrik überflutet und deren Lagerbestände fortgespült wurden, zu schweren Schäden. Hier, wie auch in den übrigen Katastrophengebieten, sorgten durch Schlamm völlig verstopfte Abzuggräben für große Probleme.

### Flussgebiet der Ilme
An der Ilme wurden die Orte Mackensen, Einbeck und Dassel überflutet. Der Spüligbach hatte aus den Karstgebieten im Hellental sowie vom Holzberg eine Flutwelle von bisher nicht gekannter Höhe gebracht. Ein Bergrutsch am Bierberg bei Dassel führte zum Ausfall von Fernmeldeeinrichtungen.

### Flussgebiete von Fulda und Werra
Erdrutsche und Überflutungen unterbrachen zahlreiche Bahnverbindungen. Im Raum Kassel kam der Schienenverkehr auf den Bahnstrecken Kassel–Eichenberg auf dem Abschnitt Kassel–Hannoversch Münden und Kassel–Waldkappel nach Erdrutschen zum Erliegen. In Kassel kam der Verkehr auf manchen Ausfallstraßen zum Erliegen, weil die Kanalisation für derart große Niederschlagsmengen binnen kürzester Zeit nicht ausgelegt war.
An der Fulda in Hannoversch Münden wurde ein Campingplatz vorsorglich geräumt.
In Wilhelmshausen am Reinhardswald brachte ein vom Gahrenberg kommender Bach eine große Treibgut und Geröll mitführende Flutwelle, die Teile des Ortes überflutete. Hier, wie auch anderswo waren Brücken mit Treibgut verstopft, so dass der Abfluss massiv behindert wurde.

### Schäden in der DDR
Auch benachbarte Gebiete der damaligen DDR waren von schweren Unwettern betroffen, so zum Beispiel in Großengottern und Torgau. Es kamen insgesamt drei Menschen ums Leben. Heftige Gewitter am 16. Juli 1965 betrafen besonders Thüringen und das westliche Erzgebirge und führten dort zu Niederschlagsmengen bis 75 l/m².

## Krisenmanagement
Aufgrund der katastrophalen Regenfälle in den Mittags- und frühen Nachmittagsstunden und den rasant anschwellenden Flüssen und Bächen lösten die zuständigen Behörden Katastrophenalarm aus. Dies führte zum Einsatz tausender ziviler und militärischer Helfer. Neben den örtlichen Feuerwehren, dem Roten Kreuz, den kirchlichen Hilfsdiensten, der Polizei und dem Technischen Hilfswerk waren Soldaten der Bundeswehr sowie der in Detmold, in Hameln und der Senne stationierten britischen Rheinarmee im Einsatz.
Während in Niedersachsen die nach den Unwetterkatastrophen vom August 1955 und Juni 1961 im Leinegebiet sowie dem Julihochwasser 1956 an Leine, Aller und Weser aufgestellten und von den Einsatzkräften geübten Katastrophenpläne griffen und schwerere Auswirkungen durch einen zentral koordinierten Einsatz der Rettungskräfte verhindert werden konnten, erwies sich die Katastrophenabwehr in den betroffenen nordrhein-westfälischen Regionen als unzureichend. Bereits während der Aufräumarbeiten musste der damalige nordrhein-westfälische Innenminister Willi Weyer schwere Mängel im Katastrophenschutz einräumen.
Wegen fehlender Koordination der Einsatzkräfte kam es zunächst zu großen Problemen bei den Rettungsmaßnahmen. So rückten die in der Region stationierten Bundeswehr- sowie belgische, niederländische und britische Militäreinheiten auf eigene Faust aus, nachdem die zuständigen Standortkommandeure das Bestehen eines katastrophalen Notstandes erkannt hatten. Von diesen Einsätzen wussten andere Rettungseinheiten wie Feuerwehr, THW und Rotes Kreuz nichts.
Als besonders verheerend wirkte sich dabei der vollständige Zusammenbruch des Fernmeldenetzes und das Fehlen von Funkgeräten aus. Die zuständigen Behörden der Landkreise mussten in einigen Gebieten Boten ausschicken, um die Gemeindeverwaltungen in den gefährdeten Gebieten zu warnen. Diese erreichten die betroffenen Gebiete teilweise erst nach Stunden. In der besonders schwer betroffenen Gemeinde Etteln verfügte die dort von der Gemeindeverwaltung eingerichtete Technische Einsatzleitung nur über ein einziges Funkgerät. Für erhebliche Probleme sorgten die zahlreichen zerstörten Brücken und die selbst für hochrädrige Einsatzfahrzeuge unpassierbaren lokalen, regionalen und überregionalen Straßen. Dies hatte zur Folge, dass zum Teil weite Umwege erforderlich waren, um die Einsatzorte zu erreichen.
Die unzureichende Ausrüstung der Rettungsmannschaften verhinderte an vielen Orten eine Rettung der Eingeschlossenen. An der Kuhlemühle Küting bei Ossendorf scheiterte der Versuch der Bundeswehr, acht Personen und mehrere Kinder mit einem nicht für diese Situation ausgelegten Hubschrauber aus den vom Wasser eingeschlossenen Gebäuden zu retten. In Etteln stürzten eine Frau und ein Kind vom provisorisch am Hubschrauber angebrachten Rettungsseil. Teilweise saßen Menschen im Hochwassergebiet 17 Stunden lang auf den Dächern ihrer Häuser. Auch an der Diemel kam eine Frau bei einem missglückten Rettungseinsatz eines Hubschraubers ums Leben. Auch unterhalb des Wrexer Teichs zwischen Wrexen und Rhoden, wo nach dem Bruch eines Straßendamms eine katastrophalen Flutwelle entstand, kam es zu einer dramatischen Rettungsaktion. Die im vom Einsturz bedrohten Mühlengebäude eingeschlossenen Personen, darunter zwei Kinder, konnten nicht aus der Luft gerettet werden, weil die im Einsatz befindlichen Hubschrauber lediglich mit zu kurzen Strickleitern ausgerüstet waren und man daher die Eingeschlossenen nicht erreichen konnte. Die Wrexer Bürgerin Louiza Ramus, die die Eingeschlossenen zusammen mit dem Sporttaucher Horst Richard Platt aus dem Gebäude barg, wurde für ihre selbstlose Tat im Dezember 1965 vom damaligen hessischen Ministerpräsidenten Georg August Zinn mit der Rettungsmedaille des Landes Hessen geehrt.

## Untersuchungen und Maßnahmen nach dem Hochwasser

### Untersuchungen
Bereits wenige Wochen nach der Katastrophe wurden umfangreiche Untersuchungen zum Verlauf und zu den durch das Hochwasser verursachten Schäden eingeleitet. Hervorhebenswert sind dabei die Untersuchungen des Geologen und damaligen Direktors des Geologischen Landesamts Nordrhein-Westfalen in Krefeld Herbert Karrenberg "Niederschlagsintensität und Erosion im Karstgebiet von Paderborn bei dem Unwetter vom 16. Juli 1965", die Arbeit des Geologen Ecke von Zezschwitz "Boden- und Vegetationseinflüsse auf Überschwemmungen und Erosionen beim Unwetter vom 16.7.1965 im Gebiet der Paderborner Hochfläche" (1967) sowie das von der damaligen Bundesanstalt für Vegetationskunde, Naturschutz und Landschaftspflege und im Auftrag des Landschaftsverbandes Westfalen-Lippe erarbeitete Gutachten "Hochwasserbedingte Landschaftsschäden im Einzug der Altenau und ihrer Nebenbäche" von Walter Mrass unter Mitarbeit von Wilhelm Lohmeyer und Gerhard Olschowy. Von besonderer Bedeutung ist dabei unter anderem die Arbeit Ecke von Zezschwitz', da dieser als Augenzeuge das Unwetter selbst erlebte und dabei als erfahrener Geologe detaillierte Beobachtungen machte, die sowohl in seine, als auch in die Arbeit von Herbert Karrenberg einfließen konnten.
Bei der Untersuchung von Mrass, Lohmeyer und Olschowy standen vor allem die außerhalb der Siedlungsgebiete entstandenen Schäden im Vordergrund. Dabei stellten sie fest, dass Flussabschnitte, deren Ufer von einem geschlossenen Baumbestand, vorzugsweise von Eschen und Weiden bestanden waren, selbst dieses Extremhochwasser ohne größere Schäden überstanden. Dies galt sowohl für Flachufer, als auch für erosionsgefährdete Prallhänge. Hierbei erwies sich die Esche als optimal, da deren dichtes Wurzelwerk das Ufer so festlegte, dass die Wassermassen das Lockermaterial am Ufer nicht fortschwemmen konnten. In Teilbereichen erwiesen sich nach Mrass, Lohmeyer und Olschowy bei der Heinrichsflut auch Staudenbestände, vor allem aus Brennnesseln als äußerst wirksamer Uferschutz. Die Brennnesseln legten mit ihrem weit reichenden Wurzelwerk das Ufersubstrat fest, zudem legten sich die Pflanzen mit der starken Strömung auf den Uferboden und verhinderten so die Erosion.
An Abschnitten mit lockerem Baumbestand im Uferbereich sowie solchen ohne jeglichen Baumbestand traten nach Mrass, Lohmeyer und Olschowy die schwersten Schäden auf. Dies galt insbesondere für Flussabschnitte, bei denen die Grünlandnutzung bis an das Ufer heranreichte. Eine zerstörte Grasnarbe durch Viehtritt im Bereich von Tränken begünstigte die Uferzerstörung in sehr hohem Maß. Ebenso wirkten sich Zaunanlagen äußerst negativ aus. Talsperrende Bauwerke, wie insbesondere Brücken und Durchlässe mit unzureichender Durchflusskapazität förderten Uferabbrüche und die Bildung von tiefen Kolken unterhalb der Bauwerke. Mit Einzelbäumen oder einzelnen Baumgruppen bestandene Uferabschnitte wiesen ebenfalls schwere Schäden auf. Anders als bei einem geschlossenen Baumbestand am Ufer verstärkten hier die Wirbelbildungen die Wirkung des stark turbulent abfließenden Hochwassers. Es kam zu einer sehr starken Bildung von Kolken, die am Ufer stehenden Bäume wurden entwurzelt und bildeten in der Folge als Treibgut Hindernisse vor Durchlässen und Brücken. Durch dieses Treibgut verschärfte sich die Situation nicht nur vor talsperrenden Bauwerken, wie Brücken und Durchlässen, auch Weidezäune entwickelten durch den fortschreitenden Treibgutbehang eine das Hochwasser aufstauende Wirkung.

### Maßnahmen nach der Flut
In der Folge des Julihochwassers 1965 wurden der Hochwasserschutz und das System der Wasserverbände in den betroffenen Gebieten neu geregelt. Um ähnliche Ereignisse zu unterbinden, wurde massiv in die Flusshaushalte eingegriffen. Hierzu gehörte unter anderem die Begradigung, Vertiefung und Kanalisierung der Flussbetten, Aufweitung der Brückenquerschnitte sowie die Schaffung großer Rückhaltebecken, wie etwa im Einzugsgebiet der Alme bei Husen-Dalheim sowie an deren Zufluss, der Sauer bei Sudheim und Ebbinghausen. Ebenfalls auf die Belange des Hochwasserschutzes zugeschnitten und realisiert wurde die bereits vor dem Zweiten Weltkrieg geplante Aabach-Talsperre bei Bad Wünnenberg, durch die im Einzugsgebiet des Aabach weitere Speichermöglichkeiten im Hochwasserfall geschaffen wurden. Allein im Zuständigkeitsbereich des 1971 gegründeten Wasserverbands Obere Lippe wurden 23 Hochwasserrückhaltebecken gebaut.
Auch im Einzugsbereich der Diemel kam es zu massiven Eingriffen in Form von Flussbegradigungen sowie durch den Bau von Deichen. An der Twiste wurde der bereits in der ersten Hälfte des 20. Jahrhunderts geplante, dann aber immer wieder verworfene Twistesee zur Verbesserung des Hochwasserschutzes errichtet.
In Niedersachsen waren bereits nach der Unwetterkatastrophe vom August 1955, dem Hochwasser an Weser, Aller und Leine vom Juli 1956 und dem Junihochwasser in Südhannover sowie der Flutkatastrophe von 1962 an der Nordseeküste Maßnahmen in Gang gebracht worden. Dazu gehörten u. a. eine Verbesserung des Katastrophenschutzes, eine grundlegende Reform des teilweise jahrhundertealten Wasserverbandsrechts, vor allem aber die Aufstellung des Aller-Leine-Oker-Plans. Zur Zeit der Heinrichsflut waren die Planungsverfahren zum Bau von Hochwasserschutzbauten in Niedersachsen bereits im vollen Gange.

## Gedenken
Obwohl die Heinrichsflut in der überregionalen nationalen Presse für Aufsehen sorgte, ist sie heute außerhalb der betroffenen Gebiete weitgehend vergessen. Aufgrund des eng begrenzten Katastrophengebiets steht sie im Schatten der Sturmflut 1962 an der deutschen Nordseeküste, des Orkans Quimburga im Jahre 1972 sowie der katastrophalen Hochwasser an der Oder 1997 und der Elbe 2002 und 2013. Jedoch erinnern in vielen Orten heute noch an Gebäuden angebrachte Flutmarken an das Ereignis.
Zu den Jahrestagen der Katastrophe finden jedoch regelmäßig Gedenkveranstaltungen statt. Auch in der regionalen Presse sowie in regionalen Magazinen des Westdeutschen Rundfunks wird an den Jahrestagen der Katastrophe erinnert. So besuchte anlässlich des 40. Jahrestags der Heinrichsflut der Osnabrücker Bischof Franz-Josef Bode Etteln, wo er als Jugendlicher Zeuge der Katastrophe wurde. Zum 50. Jahrestag wurde im Juli 2015 in Etteln eine Stele aufgestellt.